# Marvel's 616
Marvel's 616 è una docu-serie antologico prodotta dalla Marvel New Media e dalla Supper Club per Disney+.
La docu-serie è stata pubblicata il 20 novembre 2020 su Disney+. Il "616" nel titolo si riferisce alla Terra-616, l'universo immaginario principale della Marvel Comics in cui si svolgono la maggior parte delle storie dei fumetti, e anche nel Marvel Cinematic Universe. Il 20 novembre, il produttore esecutivo Joe Quesada ha detto che era "decisamente" possibile che la serie potesse essere rinnovata per una seconda stagione. La serie non è stata ancora ufficialmente rinnovata per una seconda stagione.
Ogni puntata si concentra su un aspetto diverso e interessante dell'Universo Marvel; per esempio, la prima puntata della serie riguarda la versione giapponese di Spider-Man (Supaidāman). Le altre puntate ruotano attorno ai cosplay Marvel, alle action figure Marvel e persino ad un musical a tema Marvel Comics. La docu-serie è stata anche generalmente ben accolta, con la critica che ha apprezzato lo stile e il tono della serie.

## Trama
Marvel's 616 racconta otto storie incredibili che illustrano l'impatto culturale, sociale e storico dell'Universo Marvel. Esplora anche la "ricca eredità di personaggi pionieristici, creatori e narrazioni per riflettere il mondo al di fuori della tua finestra".

## Puntate
| nº | Titolo originale        | Titolo italiano                      | Diretto da     | Pubblicazione    |
| --- | ----------------------- | ------------------------------------ | -------------- | ---------------- |
| 1 | Japanese Spider-Man     | Spider-Man giapponese                | David Gelb     | 20 novembre 2020 |
| Gene Pelc descrive come e quando viaggiò in Giappone, e vide una moltitudine di fumetti manga, ma era preoccupato perché non c'erano fumetti Marvel. Chiamò il creatore della Marvel Stan Lee, e gli propose l'idea di fare dei fumetti da vendere in Giappone che fossero più in stile per quello che volevano i giapponesi, con meno parole e più azione rispetto a quelli americani. Questi nuovi fumetti divennero talmante popolari che nel 1978, la Marvel Comics e il distributore giapponese TOEI firmarono un accordo per produrre cinquanta episodi di una nuova serie televisiva, Supaidāman, con Shinji Tôdô che interpretò il ruolo principale. Questa nuova versione di Spider-Man era molto diversa dall'originale, e sebbene l'aspetto di Supaidāman e tutti i suoi poteri fossero identici, la maggior parte dei personaggi erano diversi. Tôdô rivela che prima di girare la serie, il cast si è riunito per guardare il film americano di Spider-Man. Tôdô lo amava, e sentiva che i personaggi erano "così umani", mentre altri (come il critico Kōsei Ono) non erano così interessati. - Ospite: Shinji Tôdô |                         |                                      |                |                  |
| 2 | Higher, Further, Faster | Più in alto, più lontano, più veloce | Gillian Jacobs | 20 novembre 2020 |
| Dal punto di vista di ciò che significa essere una donna in quella che viene percepita come un'industria guidata dagli uomini, la puntata farà luce sulle donne pioniere dei fumetti Marvel ed esplora come hanno trovato il modo di raccontare storie di rappresentazione ed inclusione. Gillian Jacobs intervista le donne sui loro pensieri sui fumetti Marvel, e su come la maggior parte delle donne nei fumetti erano bianche e simili. Sara Amanat parla di come ha sempre voluto unirsi ai suoi fratelli quando facevano le cose insieme, e di come l'hanno introdotta nel mondo Marvel. Altre donne discutono anche delle donne presenti nei fumetti. Il resto della puntata approfondisce l'argomento fino a quando, negli anni '50, i fumetti furono "accusati di mettere in pericolo la gioventù americana." Alcuni fumetti sono stati anche portati in tribunale, fino a quando è stato deciso che, andando avanti, ci sarebbe stato un codice per determinare quali fumetti erano abbastanza appropriati per vendere in negozio. Questo sviluppo fu una battuta d'arresto per i fumetti Marvel perché per lo più parlavano di azione, scene di combattimento e persino della morte. Quasi la metà delle persone che all'epoca leggevano i fumetti Marvel abbandonarono l'ossessione, e le compagnie di fumetti crollarono come mosche. - Ospiti: Sana Amanat, Nilah Magruder, Kelly Sue DeConnick, Trina Robbins, Louise Simonson, Shawna Kidman, Jo Duffy, June Brigman e Annie Nocenti |                         |                                      |                |                  |
| 3 | Amazing Artisans        | Artigiani incredibili                | Clay Jeter     | 20 novembre 2020 |
| Diversi tipi di artisti provenienti da tutti i ceti sociali, provenienti da contesti diversi hanno disegnato fumetti incredibili, anche se lavorano lontani dalla sede Marvel. È iniziato come "un gruppo di ragazzi bianchi a New York" che disegnarono ciò che gli stava intorno, e ora che i fumetti si sono ramificati in così tanti ceti sociali, anche i fumetti sono più diversi. Fumetti come Moon Girl e Devil Dinosaur furono creati da persone normali che gli piaceva disegnare e divennero artisti Marvel. Gli artisti creano personaggi relazionabili; per esempio, Spider-Man ha molti tratti che lo fanno sembrare più umano e con cui i lettori possono identificarsi. La puntata si concentra su come gli artisti dei fumetti si sono evoluti da quando Stan Lee e altri hanno creato la Marvel, e poi si concentra sulla recente diversità nei fumetti, a causa di diversi autori che scrivono storie, fumetti e altro ancora, a cui tutti i bambini possono relazionarsi. - Ospiti: Javier Garrón, Natacha Bustos, Amy Reeder, John Jennings, C.B. Cebulski, Saladin Ahmed e Brandon Montclare |                         |                                      |                |                  |
| 4 | Lost & Found            | Oggetti smarriti                     | Paul Scheer    | 20 novembre 2020 |
| Il regista della puntata Paul Scheer propone Marvel's 616 a Disney+ e fatica a trovare una trama per la puntata. Quando intervista Donny Cates e Gerry Duggan, scopre una moltitudine di personaggi Marvel che a malapena hanno avuto più di 10 numeri e non sono mai più stati visti o sentiti, tra cui il Dottor Druido, a cui sono stati dati i poteri di Dottor Strange per lasciarlo in pace, o Whizzer, che poteva correre così veloce da creare dei tornado con la sua velocità. I cattivi includono persino Typeface, un costruttore di insegne che è stato licenziato dal suo lavoro e che ha delle lettere sulla sua faccia. Presto, Scheer diventa ossessionato da Forza Bruta (Brute Force), una serie a fumetti Marvel in quattro numeri che inizia con un gruppo di animali equipaggiati con tute Mech per combattere i crimini e diventare attivisti ambientali. Scheer vuole trovare Bob Budiansky, l'editore di Forza Bruta, e altri influenti editori Marvel. - Presentatore: Paul Scheer - Ospiti: Javier Garrón, Reginald Hudlin, Donny Cates, Nicole Byer, Jon Hamm, Jack McBrayer e Shannon Woodward |                         |                                      |                |                  |
| 5 | Suit Up!                | Tutti in costume!                    | Andrew Rossi   | 20 novembre 2020 |
| |                         |                                      |                |                  |
| 6 | Unboxed                 | Fuori dalla scatola                  | Sarah Ramos    | 20 novembre 2020 |
| |                         |                                      |                |                  |
| 7 | The Marvel Method       | Il Metodo Marvel                     | Brian Oakes    | 20 novembre 2020 |
| |                         |                                      |                |                  |
| 8 | Marvel Spotlight        | Sotto i riflettori                   | Alison Brie    | 20 novembre 2020 |
| |                         |                                      |                |                  |